# Opération policière du 15 mars 2016 à Forest
L'opération policière du 15 mars 2016 à Forest, dans la région de Bruxelles-Capitale en Belgique, a lieu à la suite des attentats islamistes qui sont survenus quatre mois plus tôt à Paris dans les 10e et 11e arrondissements, ainsi qu'à Saint-Denis aux abords du Stade de France, et qui ont fait 130 morts et plusieurs centaines de blessés.
L'opération, menée par les services de police belge, appuyés par des membres des forces de l'ordre françaises, a pour but de mener une perquisition dans le cadre de l'enquête sur ces attentats.
Elle se déroule dans l'immeuble à appartement situé à la rue du Dries no 60, sur la commune belge de Forest. Mohamed Belkaid, qui a joué un rôle notable de coordinateur à distance dans les attentats du 13 novembre 2015 à Paris sous le faux nom de Samir Bouzid, est tué en protégeant la fuite de Salah Abdeslam et d'un complice, qui seront retrouvés et arrêtés trois jours plus tard à Molenbeek.

## Contexte
Le 13 novembre 2015, une série de fusillades et d'attaques-suicides meurtrières perpétrées dans la soirée à Paris et dans sa périphérie par trois commandos distincts frappent la France. Les attentats du 13 novembre sont revendiqués par l'organisation terroriste État islamique. Une première attaque se produit à Saint-Denis, aux abords du stade de France, où se joue un match amical de football France-Allemagne — auquel assiste François Hollande — et où trois terroristes se font exploser ; puis à Paris, dans plusieurs rues des 10e et 11e arrondissements, où trois individus mitraillent des terrasses de cafés et de restaurants. Deux d'entre eux prennent la fuite, le troisième se fait exploser ; enfin dans la salle de spectacle du Bataclan (également dans le 11e arrondissement), où 1 500 personnes assistent au concert du groupe de rock américain Eagles of Death Metal. Cette dernière attaque, perpétrée par trois autres djihadistes qui ouvrent le feu sur le public et qui se termine par un assaut des forces de l'ordre et la mort des terroristes, est la plus longue et la plus meurtrière.
L'enquête s'oriente rapidement vers une cellule terroriste belge, qui pourrait être à l'origine de ces attaques. Dans ce cadre, des enquêtes judiciaires sont diligentées tant en Belgique qu'en France.

## Déroulement
Dans l'après-midi du 15 mars 2016, à 14 h 15, six enquêteurs des services de police belges et français se rendent à Forest, rue du Dries no 60, en vue d'y mener une perquisition. Dès l'ouverture de la porte, ils font face à un tir nourri d'armes à feu de type kalachnikov et riot-gun. Trois des six intervenants, dont une policière française, sont légèrement blessés par l'attaque à laquelle ils font face. Un quatrième policier situé à l'extérieur est également blessé.
Un périmètre de sécurité est directement établi et la rue du Dries est fermée à la circulation. Les enfants présents dans les crèches et écoles situées à proximité, sont confinés dans les bâtiments.
C'est ensuite qu'interviennent les membres des unités spéciales belges, lesquels lancent l'assaut contre l'appartement concerné. Deux auteurs prennent la fuite par des toits situés à l'arrière de l'immeuble. Ils ne sont pas interceptés.
À 18 h 15, un tireur d’élite de la police fédérale tue un suspect présent dans l'appartement, lequel s'apprêtait à faire feu de manière imminente à l'encontre de policiers présent sur la rue. L'assaut prend fin à 18 h 50.
Une fouille des lieux s'ensuit, un drapeau de l'État islamique, une kalachnikov, onze chargeurs, de nombreuses munitions et un livre sur le salafisme sont découverts à proximité de la dépouille.
Le corps est formellement identifié comme étant celui de Mohamed Belkaid. Il s'agit d'un individu de nationalité algérienne, âgé de 35 ans, en séjour illégal sur le territoire belge, qui aurait reçu en 2014 un ordre de quitter le territoire, non-exécuté. Il est uniquement connu de la justice pour un fait de vol simple. Son nom figurerait sur une liste de 22 000 combattants de l'État islamique, obtenue par la chaîne de télévision  Sky. Toutefois, l'enquête démontre qu'il a joué un rôle notable, si ce n'est important, dans les attentats du 13 novembre 2015 en région parisienne, en utilisant la fausse identité de Samir Bouzid. Il aurait coordonné les terroristes par téléphone depuis Bruxelles, étant notamment le destinataire du dernier SMS envoyé par les assaillants du Bataclan. C'est aussi « Samir Bouzid » qui a effectué un virement de 750 euros à Hasna Aït Boulahcen, la cousine d'Abdelhamid Abaaoud que ce dernier avait chargée de lui trouver une cache. 
Deux autres personnes sont interpellées, elles sont rapidement libérées par le juge d'instruction, sans être inculpées,.
Il apparaît que l'opération ne visait pas Salah Abdeslam.

## Opération connexe
À la suite de la première opération, d'autres perquisitions sont menées dans la commune de Forest, notamment à la chaussée de Neerstalle. Mais également une à 21 h 25 à la rue de l'eau, à la suite du fait que des chargeurs de Kalachnikov ont été découverts à proximité. Une arme de ce même type y est trouvée. Une trentaine de box de garages et un hangar sont également fouillés.
Le mercredi 16 mars 2016 une perquisition est également menée sur la commune de Leeuw-Saint-Pierre.

## Conséquences
Un conseil des ministres a lieu dès le lendemain, 16 mars 2016 à 14 h. L'organe de coordination pour l’analyse de la menace, maintient le niveau de menace à 3, à la suite de ces événements. Soit que la menace est possible et vraisemblable. Cela est confirmé par le premier ministre belge Charles Michel.
Une équipe de soutien psychologique est mise en place pour appuyer les enfants scolarisés dans les écoles situées à proximité.
Le parquet de Paris ouvre une enquête concernant les faits de « tentative d'homicide volontaire sur personne dépositaire de l'autorité publique en relation avec une entreprise terroriste », dont la policière française a été victime,. 
La découverte d'empreintes digitales et de traces ADN de Salah Abdeslam aide à conduire à sa capture à Molenbeek-Saint-Jean, trois jours plus tard, le 18 mars 2016 à Molenbeek-Saint-Jean.
Salah Abdeslam (incarcéré le temps du procès au centre pénitentiaire de Vendin-le-Vieil) et le Tunisien Sofien Ayari (arrêté en même temps qu’Abdeslam et incarcéré à Liège) sont jugés à partir du 5 février 2018 devant la 90e chambre du tribunal correctionnel de Bruxelles pour la fusillade contre plusieurs policiers  survenue lors de l'opération policière de Forest, planque probable de Salah Abdeslam pendant sa cavale. Il fait une courte déclaration avant d'expliquer vouloir garder le silence : « Jugez-moi, je n’ai pas peur de vous et de vos associés. Je ne mets ma confiance qu’en Allah. (...) Il y a des preuves tangibles dans cette affaire, je veux qu’on me juge pour ça. Pas pour satisfaire l’opinion publique et les médias. (...) Les musulmans sont jugés et traités de la pire des manières, impitoyablement, sans présomption d’innocence. » L'avocat Sven Mary assure la défense  d'Abdeslam,.